# BP Circini
Désignations
BP Circini est une étoile de la constellation du Compas. C'est une variable céphéide classique dont la magnitude apparente varie entre 7,37 et 7,71 sur une période de 2,398 10 jours. C'est une supergéante jaune-blanc de type spectral F2 ou F3II. C'est aussi une binaire spectroscopique, elle a un compagnon de 4,7 masses solaires (M☉) qui est une étoile bleu-blanc de la séquence principale de type spectral B6V,. D'après la mesure de sa parallaxe annuelle par le satellite Gaia, le système est distant d'environ ∼ 3 180 a.l. (∼ 975 pc) de la Terre.